# Hibiscus pusillus
Hibiscus pusillus là một loài thực vật có hoa trong họ Cẩm quỳ. Loài này được Thunb. mô tả khoa học đầu tiên năm 1800.